# Gruppo del Cenobio
Il Gruppo del Cenobio è un collettivo italiano di artisti.

## Storia
Il gruppo venne fondato a Milano nel 1962 dagli artisti Agostino Ferrari, Ugo La Pietra, Ettore Sordini, Angelo Verga e Arturo Vermi e dal poeta Alberto Lùcia. Il gruppo prende il nome dalla Galleria Cenobio di Milano, luogo dove gli aderenti al gruppo tennero una serie di mostre nel 1962. A questa seguirono altre mostre presso La Saletta del Premio del Fiorino a Firenze, all'Indice di Milano e alla Galleria Cavallino di Venezia. 
I membri del gruppo, che fu l'unico esponente della cosiddetta "corrente segnica" a Milano, rifiutavano l'atteggiamento nichilistico e ipercritico nei confronti della pittura dell'epoca e si opponevano all'invasione della cultura americana, contrapponendosi così all'arte oggettuale, alla Pop art e all'arte cinetica. 

Il gruppo si sciolse nel 1963 a un solo anno dalla sua fondazione.
Nel marzo del 2013, fu tenuta una grande mostra retrospettiva dal titolo Nel segno del segno presso Palazzo delle Stelline (Milano) per celebrare il cinquantesimo anniversario della prima mostra del gruppo.